# Otmarové z Holohlav
Otmarové z Holohlav byli český šlechtický rod žijící převážně na Královéhradecku a Chrudimsku. Patřili k vladyckému stavu a vymřeli patrně v 17. století. 

## Historie
Jejich předek Olkmar se vyskytuje od roku 1395 jako držitel části Holohlav a statků u Žíželevsi,a byl dobrodinec holohlavského a žiželevského kostela. Jeho křestní jméno se častým opakováním stalo jménem či příjmením. 
Po Janovi z Holohlav byli roku 1438 sirotci Olkmar a Mikuláš, kteří ještě roku 1454 drželi část Holohlav. Na konci téhož století žili bratři Jan a Prokop a jejich strýc Mikuláš. Ten držel hrad Žumberk v roce 1487 a dům v Chrudimi v roce 1493 a žil ještě v roce 1515. Tehdy také žili bratři Jan a Otmar starší v roce 1518. Jan se oddělil a držel roku 1515 Skřivany, které roku 1519 prodal a pak měl Třebnouševes. Otmar držel Jeřice, jež vyměnil roku 1522 za Milčeves. Od obou byli potomci. Kromě nich v té době žil také Petr, jenž do roku 1527 držel Úlibice. Ještě v té době žil Mikuláš, který zemřel před rokem 1538. Otmar zanechal s manželkou Johankou Cidlinskou ze Sluh syna Viléma, který se okolo roku 1544 ujal Milčevse, avšak již roku 1566 zemřel. Milčeves dědily po něm sestry Anežka Karlíková z Nežetic a Mandaléna Sadovská ze Sloupna a dcery Anna a Kateřina a roku 1557 jej prodaly. Petr měl syna Václava, jenž měl napřed Újezd a pak Chomutičky, které roku 1549 prodal. Žil ještě roku 1551, ale o jeho potomcích není nic známo. Po Janovi dědili synové Prokop, Mikuláš, Jiřík a Bedřich, kteří se roku 1543 dělili. První a čtvrtý dostal Třebouševes, ostatní Myštěves a tito se zase roku 1544 dělili. Prokop držel později Myštěves, kterou roku 1563 prodal, v letech 1564–1565 držel Kamenici. Mikuláš prodal v roce 1548 svůj díl v Myštěvsi a seděl pak na tvrzi v Malé Skalici. Zemřel v roce 1564. Jeho manželkou byla Saloména z Dohalic. Jiřík zbaviv se svého dílu, držel roku 1545 Skalici a roku 1551 nabyl Milovic, které roku 1562 prodal. Zemřel roku 1567.
Po Mikuláši zůstali synové Jiří Koloděj, Prokop Střízka, Petr Skála a Jan Držka, za jejichž nezletilosti byl skalický statek pro dluhy prodán v roce 1573. Jiří byl úředníkem v Hrádku nad Nisou roku 1584. Jan seděl roku 1589 v Pardubicích a Prokop v Újezdě. Prokop roku 1601 zemřel. Jan, zemřivší roku 1592, odkázal statek Jiříkovým sirotkům. Ujal se jej druhý syn Zachař a před rokem 1602 jej prodal a seděl pak v letech 1624–1640 na dvoře v Medlešicích u Chrudimi. Mikuláš Otmar z Holohlav seděl roku 1589 na Vísce a po něm roku 1603 Markéta Otmarová ze Zahrádky. Kateřina Otmarová z Hustířan zdědila okolo roku 1595 Chvalkovice, které roku 1600 prodala. Měla tři dcery a syna Václava Bohaboje. 
Nejdéle žil vzpomínaný Petr Skála, který držel roku 1615 statek Vísku. Od té doby se v pamětech nikdo téhož příjmení nevyskytuje.

## Erb
Jejich erbem byl krkavec s prstenem.